# Ágios Nikólaos (Paphos)
Pour les articles homonymes, voir Agios Nikolaos.
Ágios Nikólaos (grec moderne : Άγιος Νικόλαος) est un village de Chypre de plus de 61 habitants.